# John Normington
John Normington (né le 28 janvier 1937 à Dukinfield et mort le 26 juillet 2007 à Londres d'un cancer du pancréas), est un acteur britannique.

## Filmographie

### Cinéma
- 1968 : Inadmissible Evidence de Anthony Page : Maples
- 1968 : A Midsummer Night's Dream de Peter Hall : Flute
- 1970 : The Reckoning de Jack Gold : Benham
- 1974 : Stardust de Michael Apted : Harrap
- 1975 : Rollerball de Norman Jewison
- 1978 : Les 39 Marches de Don Sharp : Fletcher
- 1978 : La Grande menace de Jack Gold : le maître d'école
- 1984 : Porc royal de Malcolm Mowbray : l'avocat Frank Lockwood
- 1989 : Wilt (en) de Michael Tuchner : Treadaway

### Télévision
- 1963 : As You Like It (Téléfilm) : Jacques De Boys
- 1965 : The Wars of the Roses (Mini-série) : Bedford
- 1968 : Her Majesty's Pleasure (Série télévisée) : Mushy Williams (2 épisodes)
- 1970 : On the House (Série télévisée) : "Vieux" Fred Spooner (12 épisodes)
- 1972 : The Edwardians (en) (Mini-série) : Julius Elias (1 épisode)
- 1972 : A Day Out (Téléfilm) : Ackroyd
- 1973 : The Brontes of Haworth (Téléfilm) : James Taylor
- 1973 : The Song of Songs (Téléfilm) : Richard Dehnicke
- 1978 : Life of Shakespeare (Mini-série) : Alex Cook
- 1978 : The Birds Fall Down (Mini-série) : Kamensky
- 1979 : Afternoon Off (Téléfilm) : Duggie
- 1984 : Sakharov (Téléfilm sur le physicien Sakharov) : Greffier de l'OVIR
- 1984 : Bootle Saddles (Série TV) : Tom Henderson
- 1984 : Doctor Who (Série télévisée) « The Caves of Androzani » : Morgus
- 1985 : Prête-moi ta vie (Téléfilm)
- 1985 : Hitler's S.S.: Portrait in Evil (Téléfilm) : Heinrich Himmler
- 1988 : Jack l'éventreur (Téléfilm) : le coiffeur
- 1988 : Doctor Who (série télévisée) : épisode « The Happiness Patrol » : Trevor Sigma
- 1989 : Nativity Blues (Série télévisée) : Dick
- 1989 : Hercule Poirot (Série télévisée, épisode Mystère en mer) : Colonel Clapperton
- 1995 : Bliss (Téléfilm) : Albert Fowler
- 1998 : Supply & Demand (Mini-série) : Hopkins
- 1998 : The Unknown Soldier (Téléfilm) : David Truman
- 1999 : David Copperfield (Téléfilm) : Dr Chillip
- 2000 : Longitude (Téléfilm) : Mr Greene
- 2001 : Love in a Cold Climate (Mini-série) : le vicaire qui danse
- 2003 : Le Deal (Téléfilm) : Shadow Minister
- 2006 : Torchwood (Série télévisée) : Tom Flanagan (1 épisode)